# Ненормативна лексика
Ненормати́вна ле́ксика (нецензу́рна, обсце́нна; також матюки́, матю́ччя, ла́йка, лихослі́в'я) — табуйована (неприпустима) лексика, яку мовці сприймають як відразливу, непристойну. У це визначення входять такі поняття, як блюзнірство, прокльони і лайка. Така мова перебуває поза нормальним стилем спілкування. Склад ненормативної лексики визначається набором соціолектів (сленг, жаргон, арго, просторіччя) та стилістично зниженої лексики (вульгаризми, лайлива, обсценна лексика, мат, дисфемізми, суржик, евфемізми).
Ненормативна лексика є сегментом лайливої лексики різних мов, що включає неввічливі, непристойні, вульгарні та лайливі вислови. Використання ненормативної лексики має національні, культурні та соціальні ознаки й суттєво відрізняється в різних культурах та соціальних групах. Кожне суспільство визначає окремо, що належить до ненормативної лексики або лайки, і формулює своє ставлення до неї. У багатьох країнах світу існують закони, що обмежують використання такої лексики у публічному житті, у ЗМІ тощо.
Ненормативна лексика частіше вживається у розмовній мові, ніж у літературній.
Лайка і матюки — різні речі. Лайка використовується для висловлювань різних емоцій і може бути цілком цензурною. А матюки це — асоціативне поєднання із назвами статевих органів і грубого чи збоченського сексу ; також про невпорядковане сексуальне життя чиєїсь матері. Тобто, самі назви статевих органів не є матюками. Не є такими, скажімо, латинські «вульва», «пеніс», які використовуються, як медичні терміни. Етнограф Ірина Ігнатенко зібрала понад 250 слів-замінників назв статевих органів, які використовуються українцями. З такої великої кількости евфемізмів можна припустити, що в давнину існувала якась заборона на пряму назву статевих органів.

## Термін «матюки»
Слово «матюки» (рос. мат), очевидно, пов'язане з іменником «мати»: воно часто є елементом лайки — як цілком цензурної, так і вельми непристойної. Б. Грінченко в своєму «Словарі української мови» перекладає матюк російським висловом «брань въ мать», а матюки гнути — «ругаться по матери». Поряд із матюкати, матюкатися, в українській мові відоме ще дієслово батькувати, яке означає «зачіпати лайкою батька».

## Історичні корені
Лихослів'я або лайка як частина ненормативної лексики має коріння в релігійних віруваннях людей — звідси і слово «лихослів'я», за вимову якого мало статися певне лихо, кара Божа. Використання лайки таким чином вказувало на ставлення (часто негативне) до прийнятих норм чи табу суспільства. Зі зміною релігійних вірувань і ставлення до релігії взагалі, певні лайки закріплялися в суспільстві і використання їх являло собою прояв певної громадської позиції презирства, протесту проти влади, і, з іншого боку, прояв підтримки антинародної влади тощо.
У середні віки богохульство було невід'ємною частиною ненормативної лексики — і не тільки не сприймалося суспільством, але й до богохульників вживали певні каральні заходи. Винних виганяли з громади, таврували розпеченим залізом, а іноді й страчували. Соціальні табу на релігійний аспект лайки зникли зі зміною ставлення суспільства до релігії, що найяскравіше проявилося під час Французької революції, коли презирству й відвертій лайці піддавалися всі символи старого режиму, включно з релігією. Так, імператор Наполеон прославився заявами, що не боїться «ні Бога, ні диявола», і порівнював своїх закордонних опонентів з повіями.
Релігійні корені лайки спостерігаються також і в Україні, наприклад, за свідченням османського мандрівника Евлія Челебі, що відвідав Україну 1657 року, найпоширенішими лайками того часу були «чорт», «дідько», «свиня» і «собака». Це підтверджується великою кількістю українських лайок:
- Сто копанок чортів тобі в печінку
- Під три чорти
- Бодай тебе чорти вхопили
- А, собача кров!
- Ах ти свиняче рило!
- Дідька лисого…
- Дідько б його взяв (вхопив)!
- Де його чорти понесли?

Також у відношенні до інших табу суспільства можна прослідкувати появу образливих, брудних висловів пов'язаних зі статевими органами чи функціями організму. Звертання уваги на неприємні й огидні речі мало на меті завдати якнайбільшої образи опоненту. Під час битв існували спеціальні «професійні матюгальники», що брудними образливими словами та демонструванням соромітних частин тіла намагалися підірвати моральний дух ворога, і таким чином заманити розгніваних воїнів в пастку, де вони могли бути знищені основними силами. У Європі таких спеціалістів називали «рибальдами» і вони дуже часто окрім вживання відбірної лайки ходили в бій голими аби присоромити та розгнівати лицарів протилежного війська. Цей досвід іноді використовується у нінішній війні проти росії.

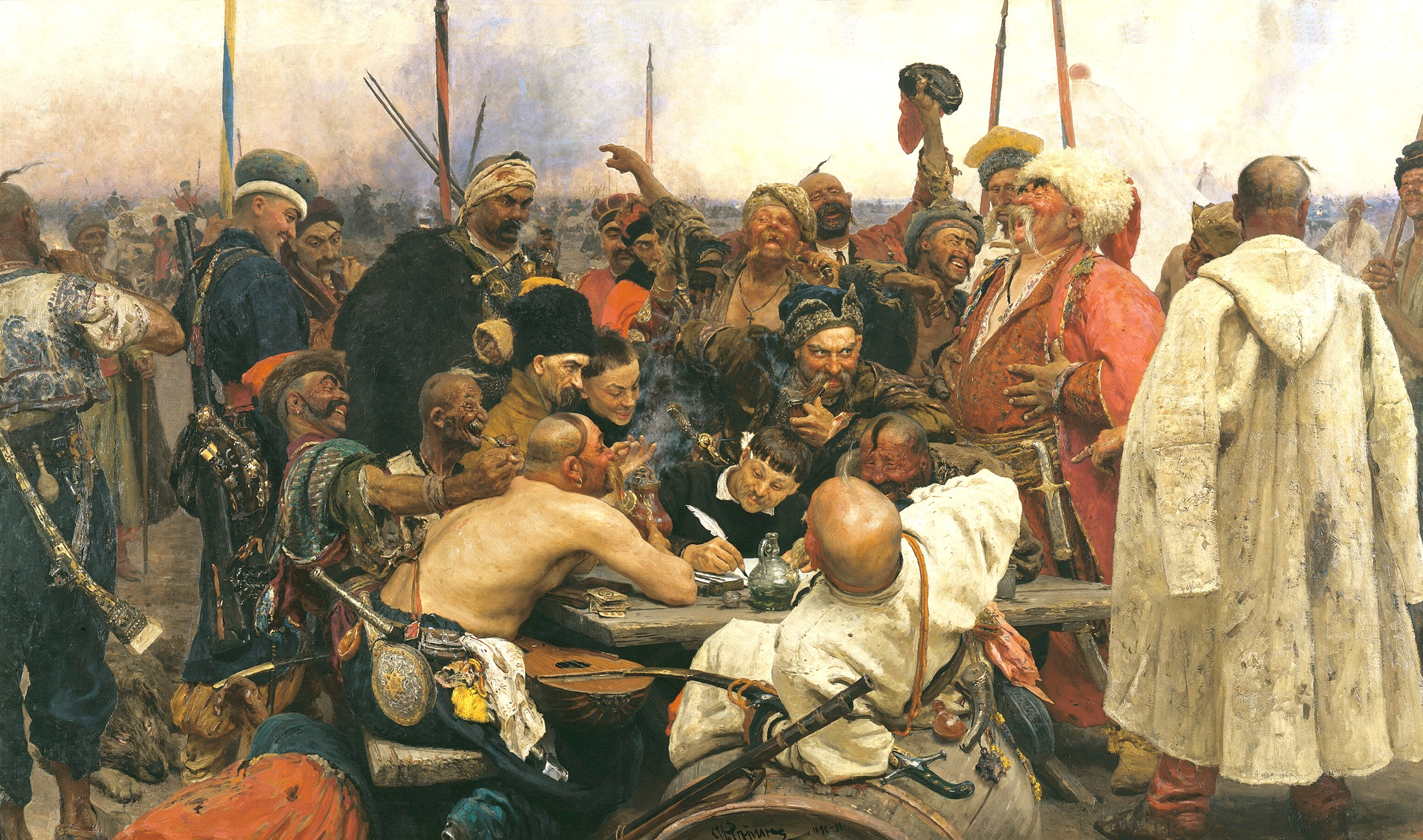
Рєпін І. Ю. Козаки пишуть листа османському султану

Доволі часто користувалися ненормативною лексикою в саме такому контексті й українські козаки. Одним з прикладів вживання принизливої лайливої лексики можна вважати відомий лист Запорозьких козаків турецькому султану, написання якого, зобразив у своїй картині Ілля Рєпін.
|  | Ти, султан, чорт турецкий, і проклятого чорта брат і товариш, самого Люцеперя секретар. Якій ты в чорта лицарь, коли голою сракою їжака не вб'еш. Чорт висирае, а твое війско пожирае. Не будешь ты, сучий ты сине, синів християнських під собою мати, твойого війска мы не боїмось, землею і водою будем битися з тобою. Вавилоньский ты кухарь, Макидоньский колесник, Іерусалимський бравирник, Александрійський козолуп, Великого и Малого Египта свинарь, Армянська злодиюка, Татарський сагайдак, Каменецкий кат, у всего світу і підсвіту блазень, самого гаспида внук и нашого хуя крюк. Свиняча ты морда, кобыляча срака, різницька собака, нехрещений лоб, мать твою вйоб. От так тобі запоріжці висказали, плюгавче. Не будешь ти і свиней християньских пасти. Теперь кончаемо, бо числа не знаемо і календаря не маемо, місяц у небі, год у книзі, а день такий у нас, який і у вас, за це поцілуй в сраку нас! |

Примітка. «Козолуп», що зазвичай сприймається як синонім слова «шкуродер», тут має значення «зоофіл».
Відомості про особливості лайки запорожців зі слів 78-річного мешканця Нових Кодаків Мартина Кравця-Заїки 1887 року записав український дослідник Яків Новицький:
|  | Покійний запорожець Берлим розказував, шо у них не було оцего поганого звичаю лаяться, так, як тепер: тепер мала дитина і та гне по матірщині; все це зайшло до нас від кацапів… У запорожців — '«єретичий син», «єретича душа», «скурвий син», «копанка», або «сто копанок чортів» — це найбільша лайка. Вони більше через цю лайку та розпутство і перебралися із Половиці в Михайлівку та Краснополь. |

## Культурні особливості

В українських селах жінки лайливі вирази «іди в сраку» або «поцілуй в сраку» супроводжували демонстрацією своїх сідниць (малюнок А.Базилевича)

Ненормативна лексика загалом, і брудна лайка зокрема, має чіткі культурні особливості для кожного народу, що він її використовує. Для жителів деяких країн (перш за все Німеччина, Данія, Нідерланди) найбільшою образою є звинувачення в неохайності, нечепурності, бо особливо високо в цих культурах цінується тілесна чистота, чепуристість. Наприклад, у лайці цих народів провідне місце займають вирази, пов'язані з задоволенням природних потреб. В ненормативній лексиці американців, англійців і росіян провідне місце займають слова сексуальної тематики й пов'язані зі статевими органами (т. зв. сексоцентрична, або відгенітальна лексика). Дещо відмінна лайка серед народів Східної Азії. Японці, наприклад, традиційно не вживають огидних слів в лайці, бо ефект образи в японській мові будується шляхом спеціального образливого побудування речень та фраз, що порушують звичайний протокол ввічливості. В арабських країнах богохульство ще й досі вважається однією з найсильніших образ разом з позастатевими стосунками, гомосексуальністю та іншими. У деяких арабських країнах навіть згадка жінки, дружини є неввічливим — образою може навіть бути запитання про здоров'я жінки.
У цьому контексті українські лайки, як правило, пов'язані з задоволенням природних функцій організму та продуктами дефекації (т. зв. копроректальна лексика).
Центральним і найуживанішим є слово «срака», яке історично вживалося і вживається в безлічі контекстів, починаючи від декількох варіантів посилання опонента «в сраку» до фізичного пред'явлення дупи як останнього аргументу в горезвісних сільських сварках. Це слово продовжує цілий синонімічний ряд такого типу:
- гімно
- гімно собаче
- гімнюк (гімнючка)
- засранець (засранка)
- серун (серуха)
- дристун
- бздюха, бздюх

Однак українські лайки, хоч і багаті на велику кількість огидних слів, ними далеко не обмежуються. Частим і часом не менш принизливим, але дуже колоритним, є використання різного роду прокльонів, які, як правило, супроводжуються словом «А щоб ти» та «бодай» (Боже дай):
| - А щоби нижче пояса зціпило за пупа… - А щоби пуп той вилисів, як від маку ступа… - А щоб тобі чорне було… - А щоб тобі відмовили, як чогось попросиш… - А щоб твоєю мордою просо молотили… - А щоб твоя дружинонька з кумом повелася… - А щоби твоя срака по шву розійшлася… - А щоб ти щастя не знав… - А щоб ти лу́снув… - А бодай те кров нагла залляла… - А щоб тобі заці́пило… - А бодай тобі повилазило… - А бодай тобі закла́ло… - А щоб ти не діжда́в… - А най тебе качка копне! - А щоб ти гімна наївся! | - А щоб ти всра́вся, як маленький був… - А щоб вам пусто було́… - А щоб тебе підняло і ге́пнуло (вертіло)… - А щоб тебе грім побив… - А щоб тебе злидні обсіли… - А щоб йому голова облізла… - А бодай тебе чорти вхопили… - А щоб ти падло дристало та й дристало… - А шоб тобі булька з носа вискочила… - А щоб тебе муха вбрикнула… - А шоб тебе колька сколола… - А щоб тобі курка на ногу наступила… - А щоб тобі рачки лазити… - А щоб ви згинули… - А бодай ти скис! - А щоб ти сказився!… | - А щоб тобі черево лусло! - А щоб ти здох! - А бодай ти смоли в пеклі напився! - А бодай в тебе в роті пір’я поросло… - А щоб тобі рука відсохла! - А щоб тебе смерть у могилу забрала! - А щоб тобі світа білого не бачити… - А щоб тобі крові свого батька напитися… - А щоб тобі хуй відпав, та яйця спухли! - А щоб ти до ранку не дочекав… - Аби тобі усе клином було! - А щоб тебе чорти в пеклі смажили… - А бодай тобі у горлі кістка стала! - А щоб тобі чорт кумом став… |

## Причини уживання лайки
Російський лінгвіст В. І. Жельвіс виділяє 27 функцій ненормативної лексики:
1. Як засіб проявлення профанного начала, протипоставленого началу сакральному.
2. Катартична — для емоційного розрядження.
3. Засіб пониження соціального статусу адресата.
4. Засіб установлення контакту між рівними людьми.
5. Засіб дружнього кепкування або підбадьорювання.
6. Засіб «словесної дуелі».
7. Проявляє ставлення двох до третього як до «козла відпущення».
8. Криптолалічна функція — як пароль, що допомагає визначити «своїх».
9. Для самопідбьодьорювання.
10. Для самоприниження.
11. Показати себе «людиною без передсудів».
12. Реалізація «елітарності культурної позиції через її заперечування».
13. Символ співчуття пригніченим класам.
14. Наративна — привернення уваги до себе, епатаж.
15. Апотропаїчна функція — «спантеличити».
16. Передавання адресата у владу злих сил.
17. Магічна функція.
18. Відчуття влади над «демоном сексуальності».
19. Демонстрація статевої належності мовця.
20. Есхрологічна функція (ритуальна інвективізація мовлення).
21. Терапевтична — застосовується у психоаналізі для лікування нервових розладів.
22. Патологічне лихослів'я — як відоме, хвороблива схильність до матюків (копролалія) є симптомом деяких психічних захворювань.
23. Як мистецтво — бажання увиразнити мову.
24. Як бунт.
25. Як засіб вербальної агресії.
26. Як засіб поділу на дозволені і недозволені групи, засіб проявлення ієрархії — за принципом «Quod licet Iovi, non licet bovi».
27. Як вигук.

## Основні лайливі слова

### Блядь
Уживається як лайливий вигук і як позначення повії, розпусної жінки. У цьому значенні відоме всім східнослов'янським мовам, де здавна також мало друге значення — «людина в омані», «єретик» (д.-рус. блѧдь — «обман», «повія»). Поширенність уживання слова саме у цьому значенні підтверджують споріднені слова в інших слов'янських мовах: пол. blędzieć («говорити не до речі», «верзти»), ст.-чеськ. blesti («верзти»), верх.-луж. bledzić («базікати», «верзти»), ниж.-луж. blada («базікання», «плітки»), полаб. blǫdә («він марить», «він бачить уві сні»), серб. блести, бледити/blesti, bléditi («говорити дурниці», «ганьбити»), словен. blesti («марити», «верзти»), староцерк.-слов. блѧдь («базікання», «марення», «єресь», «розпуста»). Походять від прасл. *blędь, *blęsti, які є варіантами прасл. *blǫdъ і *blǫditi (унаслідок змішання юсів), і тотожні за походженням словам блуд, блудити, блудниця. Виводяться з пра-і.є. *blendh- («блудити», «погано бачити») і споріднені з лит. blęsti («замішувати їжу») і blęstis («темніти», «смутніти»), латис. blenstis («недобачати»), гот. blinds («сліпий»), давн.в-нім. blint («сліпий»), давн-англ. blundren («збовтувати», «змішувати»), англ. blind («сліпий») і blend («змішую», «суміш»). Можливо, звідси також франкськ. *blund («мішаний колір між золотистим і світло-коричневим»), звідки фр. і англ. blond («світлий»).

### Пизда
Уживається щодо жіночих статевих органів, як вагіни, так і вульви, а також як складова багатьох лайливих зворотів. Від нього утворені також різноманітні непристойні прикметники, дієслова і прислівники. Слово «пизда» відоме всім слов'янським мовам: біл. пізда, рос. пизда, пол., чеськ. і словац. pizda, хорв. pízda, серб. пи́зда/pízda, словен. pizda. Також запозичене у румунську та молдовську мови (pizda/pizdă). Загальнослов'янське «пизда» споріднене з латис. pīzda (також peža), лит. pyzda (значення аналогічні слов'янським), дав.-прус. peisda («сідниці»). Уживане зараз щодо жіночих статевих органів, колись це слово мало інше значення — «сідниці», «гузка» (пор. англійське сленгове fanny у британському варіанті означає «вульва» або «вагіна», в американському — «сідниці»). Згідно з етимологією, запропонованою американським лінгвістом Еріком П. Гемпом у 1968 році, прасл. *pizda походить через прабалт.-слов. *pīˀsdāˀ з пра-і.є. *písdeh₂ (утворене з коренів *h₁epi  — «на», «чим» і *sed- — «сидіти»). Буквально: «на чому сидять», «чим сидять». Аналогічно в праіндоєвропейській мові утворене слово *nisdós (з коренів *ni — «на», «вниз», і *sed- — «сидіти»; буквально: «де сидять», «у чому сидять»), від якого походить українське «гніздо», а також лат. nīdus, англ. nest, санскр. नीड, nida — з аналогічними значеннями.
Поширена етимологізація слова «пизда» як похідного від слова «пісяти» («мочитися») є помилковою; вимова «пізда» є росіянізмом.

### Їбати, єбати
Слово «їба́ти», «єба́ти», «є́ти» («здійснювати статевий акт») також відоме всім слов'янським мовам: біл. яба́ць, рос. еба́ть, еть, д.-рус. та д.-новг. ѥбати, болг. еба́ («здійснюю статевий акт»), мак. е́бе (так само), серб. јѐбати / jèbati, хорв. jèbati, словен. jébati, пол. jebać, чеськ. jebat, словац. jebať, словінц. jåbac, каш. jôbac, в.-луж. jebać, н.-луж. jebaś. Походить від прасл. *jebàti < *je(b)tì («злягатися», «здійснювати статевий акт»), далі від прабалтослов. *jebtei, яке зі свого боку, виводиться з пра-і.є. *h₃yébʰeti < *h₃yebʰ-. Це слово первісно мало значення «входити», «проникати», пізніше воно звузилося до «проникати у жінку», «здійснювати статевий акт». З нього також походять грец. οἴφω (oíphō, «злягаюся»), санскр. यभति (yábhati, «він злягається», «він здійснює статевий акт»), согд. āyamb- («знаджувати», «підманювати»), лув. 𒀹𒄿𒉺𒋻𒈠 (ipatarma, «захід»), 𒄿𒈦𒉿𒀸𒅆𒅖 (iparwaššaiš, «західний») і 𒄿𒉺𒈠𒀭𒍝𒀸𒋫 (ipama/i-, «збочений, зловісний»), тохар. А yäw-, тохар. Б yäp- («входити», «захід Сонця»). Зсув значення слова зачепив тільки східні та центральні області індоєвропейського ареалу, тохарські, анатолійські і західноіндоєвропейські мови не знають цього кореня у даному значенні.

### Хуй
Відоме більшості слов'янських мов: біл., болг. і рос. хуй («статевий член») д.-рус. хуи, пол., чеськ. і словац. chuj, пол. діал. χui̯ (так само), кашуб. chùj (так само). Означає чоловічий статевий член, може також уживатися як непристойне щодо чоловіка, а також утворює похідні прикметники, дієслова й прислівники з найрізноманітнішими значеннями. Те ж саме стосується і його евфемізмів — «хер» і «хрін». Походить від прасл. *xujь («статевий член»). Споріднений з праслов. *xvoja, *xvojь (від якого походить слово «хвоя»), виводиться з пра-і.є. *skow-y-o-s (від кореня *ksu-, *kes- — «розчісувати»). Первісне значення — «колючка», «шпичак», «шип». Цікаво, що від цього кореня походить і слов'янське слово «кохати». Порівнюється з лит. skujà («хвоя»), лит. діал. skujà («гілочка з сосновими шишками», «луска»), латис. skuja («хвоя»), дав.-ірл. scé < *skwiyats («глід»), алб. hu («шип», «статевий член»). Поширене виведення від праіндоєвроп. кореня *skēu- («різати», «дряпати»; помилкове тлумачення — «бути гострим») необґрунтоване. Безпідставні також гіпотези його неслов'янського походження, наприклад, зі східних мов (монг. хуй — «піхви», «футляр», «оболонка»).

### Хер
Слово «хер» (як лайливе) є запозиченням з російської мови. Первісно будучи слов'янською назвою літери Х (в українському варіанті мало бути «хір») тепер багато ким вважається непристойним, бо його здавна уживають як евфемізм слова «хуй»: замість всього слова вимовляли назву його першої літери. Після виходу слов'янських назв букв з широкого ужитку сприймається виключно як лайливе й у такому значенні було запозичене до української мови. Його семантика повністю повторює семантику слова «хуй».

### Мудак
«Мудак», «мудило» — лайливе позначення підлої, неприємної чи тупої людини. Західні діалекти української мови засвідчують також форму «мудьо» («відлюдник», «мовчун»). Варіант «мудак», ймовірно, запозичений з російської (морфологічно ідентичне слову дурак — «дурень»). Походження слова вимушує припустити дві версії. Згідно з даними «Етимологічного словника української мови» це слово утворене від слова мудо́ («чоловіче яєчко»), відомого всім слов'янським мовам: рос. мудо, болг. мъдо, староцерк.-слов. мѫдо (частіше у двоїні — мѫдѣ), серб. му́до/múdo, хорв. múdo, словен. módo, чеськ. moud, словац. múd᾽, múdie, пол. mąda (у жіночому роді), в.-луж. і н.-луж. mud, mudźe, полаб. mǫ́da (у множині). Виводиться з прасл. *mǫdo, походження якого неясне, можливо, від пра-і.є. *mAnd- («жіночі груди», «вим'я», звідки й грец. μαστός та дав.-верх.-нім. manzon). Непереконливе зіставлення з грец. μήδεα, μέδεα, μέζεα («соромітні місця»), μαδάω («розтікатися, випадати»), сер.-ірл. mess («жолудь») і дав.-інд. mádati, mádatē («він п'яний», «він бенкетує»). Також здогадне порівняння з дав.-інд. máṇḍalas («круглий»), máṇḍalam («диск», «коло», «круг»), aṇḍám («яйце»). Проте, виходячи з семантики слів, «мудьо», «мудило», «мудак», «мудень» скоріше слід пов'язати з давньоруським дієсловом моудити («баритися», «гайнуватися», «зволікати»), відомого й в інших слов'янських мовах (староцерк.-слов. моудити, мѫдити, рос. мудить, пол. mudzić). Інші паралелі: болг. муден («повільний»), верх.-луж. в.-луж. komuda («зволікання»), а також рос. медленный («повільний»). Первісне значення, певно — «вайло», «телепень», «тюхтій»[джерело?].

### Підарас
«Піда́рас», «піда́р» — принизлива назва гомосексуальних чоловіків, а також будь-яку людину, що згідно з гомофобними уявленнями за своїми моральними якостями прирівнюється до гомосексуаліста. В контексті російсько-української війни, термін був широко поширений серед військових ЗСУ та активно вживався в якості зневажливого позначення осіб російської національності.

### Пся крев
Це запозичення з польської мови (пол. psia krew), що дослівно перекладається, як «собача кров». Уживається як лайливий вигук, досить поширений в деяких районах Західної України та Білорусі.

## Ненормативні запозичення
У кожній мові запозичення відіграю́ть важливу роль, знаходячи іншомовний еквівалент вже відомих слів. В українській мові існує багато запозичень з багатьох мов. За поширеними серед української інтелігенції теоріями, велика частина слів ненормативного характеру, лайки, що вживаються у сучасній українській мові, є наслідком запозичення з польської, російської, татарської мов, і навіть івриту. Так, до подібних запозичень відносять, зокрема, слова «хуй», «пизда», «мудак», «їбати» та інші, які відрізняються від власне українських чітко вираженим сексуальним підтекстом. Цю версію використовують як один з доказів фіно-угорського та татарського субстрату і суперстрату сучасної російської мови. Аналогічно деякі російські дослідники висували теорію про занесення непристойної лайки на Русь монголо-татарами.
Проте, ці теорії слід визнати помилковими: всі ці слова мають спільнослов'янське походження з явною індоєвропейською етимологією (див. вище). Серед українських мовознавців також поширена думка, що хоча лайливі слова й питомо українські, з російської мови було лише запозичене їхнє використання як лайки.  Вони пояснюють використання цих слів як лайки з поширенням на українських теренах російської мови. Згідно з цією концепцією, для української мови природною є копроректальна лайка (тобто, пов'язана з дефекацією, туалетна), а вживання позначень статевих органів і статевого акту як ненормативної, лайливої лексики пов'язують з тісними контактами і запозиченнями з російської мови і культури. Особливо швидке і масивне запозичення ненормативної лексики з російської мови відбулося під час розпаду Російської імперії та становлення Радянської влади в Україні, коли використання лайки було ознакою належності до робітничого класу[джерело?] і таким чином дещо втратило соціальне табу такого роду ненормативної лексики. Подальше поширення лайки сексуального типу продовжилося під час репресій 1930-х років, коли певна кількість населення, перебуваючи в сталінських таборах та тюрмах, ще більше запозичували лексику, притаманну кримінальному оточенню, з яким вони контактували. Також зросійщення в Україні призвело до того, що навіть у сфері лайки та нецензурних висловів відбулася певна трансформація, коли від «копроректальної» лексики, притаманної українській мові, відбувся перехід до сексуальної лексики іноземних запозичень. На території України цей поділ ненормативної лексики тепер дещо збігається з мовним поділом населення регіонів України.
Втім, це теж є вельми сумнівним: лайливі слова явно «генітального» характеру можна знайти й у відомому листі запорожців до османського султана.
Останнім часом досить активне запозичення ненормативної лексики відбувається і з англійської мови. Це зумовлене передусім великою популярністю окремих зразків американської культури в вигляді фільмів, комп'ютерних програм, музики тощо. Прикладами таких недавніх запозичень є слова «фак», «фак офф», «мазафака». Слово «fuck» є загальногерманського походження, і виводиться від праіндоєвропейського *pug-, *puǵ- («ударяти»), з яким також пов'язують латинське pūgnus («кулак»); або від праіндоєвроп. *puḱn-, *pewḱ- («тикати», «штрикати»). У ненормативній («матерній») англійській воно має значення «статевий акт», «сексуальний партнер», а як дієслово «to fuck» — «здійснювати статевий акт». Таким чином, воно повністю відповідає за семантикою і стилістикою українським «їбня» і «їбати». Відповідно, вислів «фак офф» («fuck off») англомовні сприймають так само, як україномовні — лайливий вислів «від'їбись». Серед української молоді слово «фак» час від часу вживається у значенні жесту «середнього пальця», але на відміну від самого жесту, значної популярності не має. Слово «мазафака» у молодіжному жарґоні лайкою не вважається, будучи уживаною як щодо одного з напрямків молодіжної субкультури («мазафакери»), так і для вираження негативних емоцій. Може також виступати словом-паразитом (аналогічно слову «типа»). В англійській мові слово «motherfucker» первісно вважалося непристойним, означаючи буквально «той, хто має статеві стосунки з матір'ю», але надалі стало означати також неприємну людину, напружену ситуацію або навіть набуло значення «приятель». У зв'язку з іншомовним походженням слова і відсутністю смислового навантаження для україномовного користувача, слова «фак» і «мазафака» іноді вживаються легковажно й у ситуаціях, де українські еквіваленти були б украй неприпустимими. Це пояснюється і модою на англійську мову вкупі з її поверховим знанням.

## Матюки і медицина
Хворобливий потяг до вживання ненормативної лексики без всякого на те приводу у медицині відомий як копролалія (від грец. κόπρος — «кал», «бруд» + λαλία — «мовлення»). Найчастіше спостерігається при алкоголізмі, синдромі Туретта, відзначалася також при шизофренії, прогресивному паралічі, рідше — при маніакальних станах.
Близькими до феномену копролалії явищами є копропраксія — хворобливий потяг до непристойних жестів і копрографія — потяг до написання нецензурних слів.

## Психологічні та соціальні особливості
Ненормативна лексика, лайка виконує в мовленні людей до 30 різних функцій — від психологічної розрядки, вислову невдоволення, презирства до способу переконання співрозмовника. Дослідниця Маршал зауважує, що її алфавітна картотека англійських лайливих слів товстіша там, де слова починаються на проривні і шиплячі приголосні звуки. Для підлітків лайка послуговує своєрідним засобом самоствердження.
Військові використовують лайку як розряд від стресових факторів, або скорочення діалогу-заклику до дії у ситуаціях, коли нема часу вдаватися до науковоестетичних роз'яснень. Лайка також допомагає зв'язати в спілкуванні різні сегменти мовлення. Хоча, на перший погляд, лайка — це звільнення почуттів, багато людей помітило, що лихослів'я породжує лихослів'я.
Використання нецензурної лексики досить поширене серед молоді. За психоаналізом, лихослів'я є видом регресивного психологічного захисту, наприклад, від посилення едіпового комплексу у передпідлітковому віці. Використання лайки для підлітків є також мотивованим з точки зору психічної розрядки і самостверджування.
Часте, безпідставне і безсоромне використання ненормативної лексики, на думку деяких психологів, є видом психічної вади. Деякі люди, які хворіють на синдром Туретта, одним із характерних проявів захворювання мають мимовільне вигукування лайливих слів. Це спадкове, вроджене захворювання найпоширеніше серед людей чоловічої статі і, як правило, не лікується, але його прояви слабшають з віком. Іноді симптоми повністю зникають у зрілому віці.
Російський філолог Б. А. Успенський виявляє ряд стійких асоціацій «основної формули» російського мату:
- Зв'язок із землею і її оскверненням.
- Зв'язок з батьками.
- Уявлення про опускання і провалення землі, її горіння і трясіння.

В українській мові російський мат[джерело?] зараз широко використовується. Однак слід зазначити, що хоч використання мату як лайки дійсно в значній мірі запозичене, але самі лайливі слова в абсолютній більшості є питомо українськими, а не російськими чи татарськими запозиченнями. Їхній збіг із російськими є природним, оскільки це переважно загальнослов'янські слова дуже давнього походження, що виводяться ще з загальноіндоєвропейських коренів.

## Використання в Україні

Хуліганський напис із використанням ненормативної лексики на зупинці громадського транспорту

У деяких країнах використання нецензурної лайки як образа гідності вкрай непристойним способом віднесена до кримінальних злочинів. Згідно з Кодексом України про адміністративні правопорушення, публічне вживання нецензурної лайки може розцінюватися як дрібне хуліганство (стаття 173), що карається штрафом (3-7 НМДГ) або громадськами роботами (40-60 годин), або виправними роботами (1-2 місяці з відрахуванням 20 % заробітку), або адміністративним арештом (до 15 діб). Законодавці неодноразово піднімали питання про протидію лихослів'ю, подаючи проєкти законів про «дематюкацію мови».

## Лихослів'я і Біблія
У Старому Заповіті Бог чітко і недвозначно забороняв лихослів'я, один з його видів є богохульство. Від тогочасних євреїв вимагалося застосовувати пристойну мову у повсякденному житті.
- «Не призивай Імення Господа, Бога твого, надаремно, бо не помилує Господь того, хто призиватиме Його Ймення надаремно»[55].
- «Уста праведного дають мудрість, а лукавий язик буде втятий»[56].

У Новому Заповіті заохочувалось ранніх християн не дозволяти нечистому лихослів'ю забруднювати свою мову, а, натомість, говорити пристойно.
- «Тепер же відкиньте і ви все оте: гнів, лютість, злобу, богозневагу, безсоромні слова з ваших уст»[57].
- «Усяке подратування, і гнів, і лютість, і крик, і лайка нехай буде взято від вас разом із усякою злобою»[58].

## В українській літературі
Започаткував традицію вживання ненормативної лексики в українській літературі ще Іван Котляревський в «Енеїді», однак майже впродовж 200 років вживання такої лексики було під табу. Зламав це табу Лесь Подерв'янський у своїх п'єсах («Гамлєт», «Кацапи» тощо), що широко розійшлися в аудіозаписах в 1990-ті роки і стали вельми популярні в молодіжному середовищі.
Нова хвиля українського письменства вже більш вільно користується ненормативною лексикою (її вживає Юрій Андрухович, Юрій Іздрик, Любко Дереш, Ірена Карпа, Сергій Жадан та інші).